# Витропівщина
Витропівщина (біл. вёска Вытрапаўшчына) — село в складі Молодечненського району Мінської області, Білорусь. Село підпорядковане Тюрлівській сільській раді, розташоване в західній частині області.